# St Helens
St Helens é uma cidade do distrito de St Helens, no Condado de Merseyside, na Inglaterra. Sua população é de 103.901 habitantes (2015) (178.455, distrito).